# Universitat de Bristol
La Universitat de Bristol (University of Bristol, en anglès, abreviat com a Bris., de vegades referida com a Bristol University) és una universitat situada a la ciutat de Bristol, a Anglaterra. Va rebre la seva carta reial el 1909, i la seva institució predecessora, l'University College, existia des del 1876.
La Universitat consta de sis facultats, compostes per diverses escoles i departaments, amb més de 200 cursos de grau a l'àra de Clifton, juntament amb nou residències per estudiants. Els altres sis centres es troben a Stoke Bishop, un suburbi situat a 1,8 milles d'allí. La Universitat tenia uns ingressos totals de £485.5 milions de lliures el curs 2013/14, de les quals £131.5 milions de lliures estaven destinats a beques i a la investigació. És la contractista independent més gran de Bristol.
La Universitat de Bristol està situada en l'11a posició del rànquing d'universitats del Regne Unit, segons el Research Excellence Framework (REF) 2014 del GPA. També ha estat situada en 37a posició (empatada amb la 34a) segons el QS World University Rankings, i situada ebtre kes deu primeres universitats del Regne Unit segons el QS, el THE, i l'ARWU. Es tracta d'una institució molt selectiva, amb una nota de tall que varia entre el 6.4 (facultat de ciències) i el 13.1 (Medicina & Facultat d'Odontologia) per als solicitants. El programa de grau de Bristol és molt selectiu, acceptant només un 7.2% de les sol·licituds per al curs 2015-16. La Universitat de Bristol és la més jove de les universitats britàniques en aparèixer entre les 40 millors institucions del món, segons el QS World University Rankings.
Entre els acadèmics que actualment ensenyen a la Universitat de Bristol es troben 21 becaris de l'Acadèmia de Ciències Mèdiques, 13 de l'Acadèmia Britànica, 13 becaris de la Reial Acadèmia d'Enginyeria i 44 becaris de la Royal Society. La Universitat ha estat associada amb 11 premiats amb el Premi Nobel al llarg de la seva història, inclosos Paul Dirac, Sir William Ramsay, Cecil Frank Powell, Sir Winston Churchill, Dorothy Hodgkin, Hans Albrecht Bethe, Max Delbrück, Gerhard Herzberg, Sir Nevill Francis Mott, Harold Pinter i Jean-Marie Gustave Le Clézio.
Bristol és membre del Russell Group d'universitats britàniques de recerca intensiva, de l'europeu Grup Coïmbra i de la Xarxa Mundial d'Universitats, de la qual un antic vicepresident, Eric Thomas, en fou director entre 2005 i 2007. A més, la universitat forma part del Programa Erasmus, enviant més de 500 estudiants anualment a diverses institucions d'Europa.